# 莫斯科河

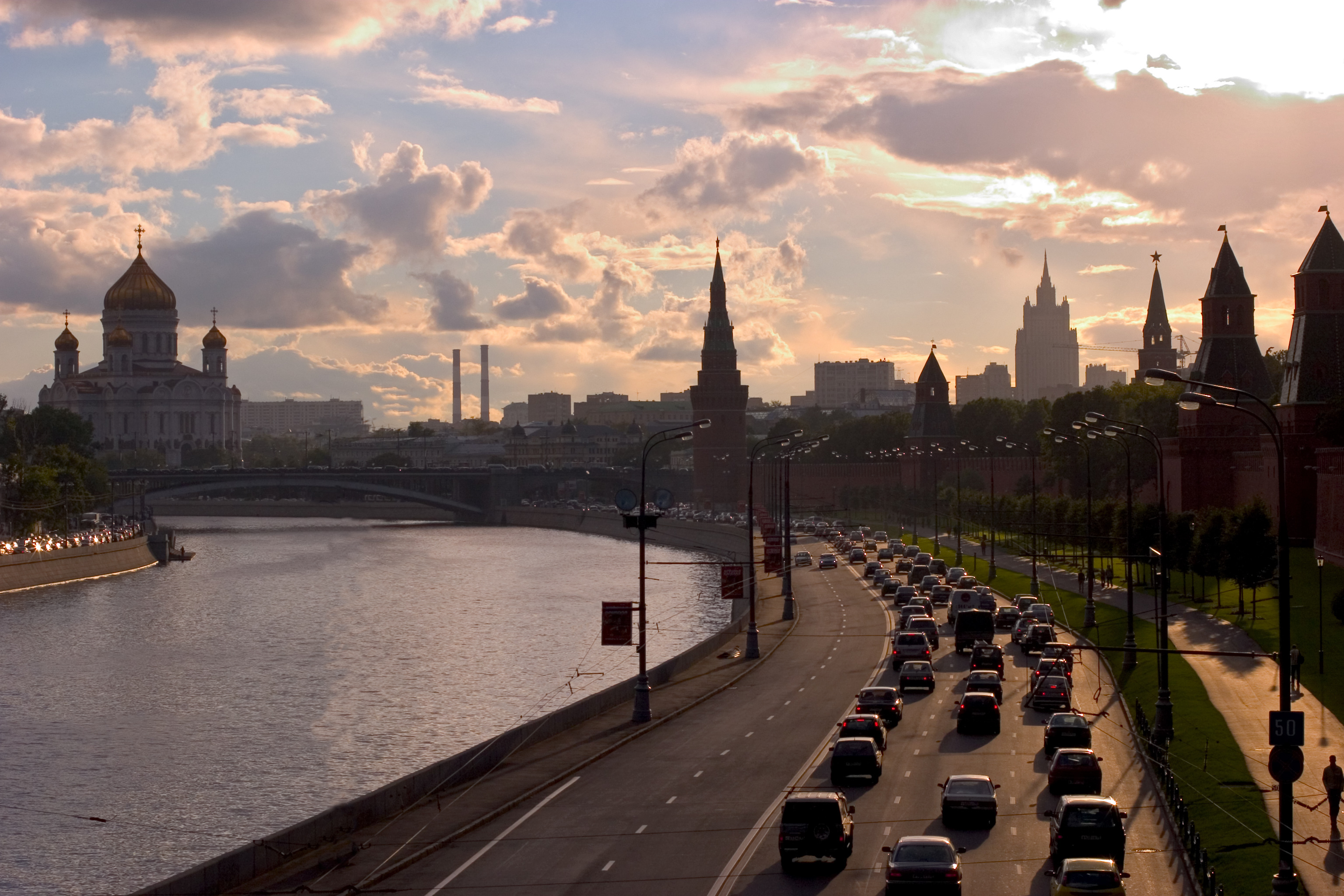
克里姆林宮（右）、莫斯科河（左）、救世主大教堂（左後）

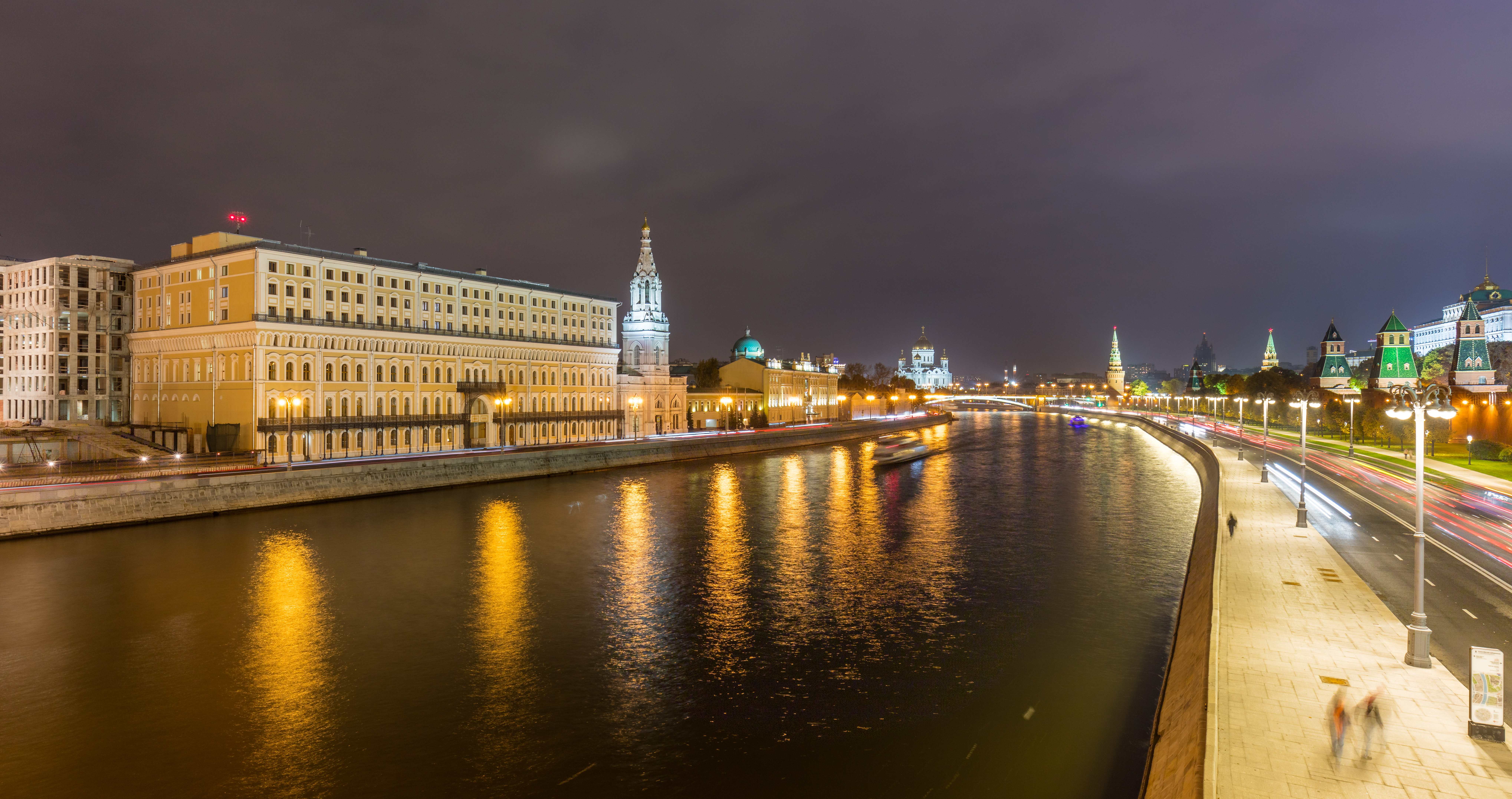
夜景

莫斯科河（羅馬化：Moskva-reka）是奧卡河的左支流，流經莫斯科州和斯摩棱斯克州，全長503公里，流域面積17,600平方公里；每年十一、十二月封凍到隔年的三、四月。
沿河最重要的城市是俄羅斯首都莫斯科，城名亦由河名而來。有數個說法：可能是芬蘭-烏戈爾語系中「黑暗、渾濁」的意思，科米語「牛河」或者莫尔多维亚语支（包括莫克沙语及埃尔齐亚语）「熊河」的意思。

## 外部連結
- http://www.coolpool.ru/om/rm/index.htm[ ] （页面存档备份，存于）
- http://www.finmarket.ru/z/nws/news.asp?id=422508&hot=569542 （页面存档备份，存于）
- http://www.gorod-moscow.ru/photoalbum.php?dir=Rivers/Moscow-river （页面存档备份，存于）
- http://mosriver.narod.ru/moskva.htm （页面存档备份，存于）